# Chrysocryptus pilosellus
Chrysocryptus pilosellus är en stekelart som först beskrevs av Cameron 1911.  Chrysocryptus pilosellus ingår i släktet Chrysocryptus och familjen brokparasitsteklar. Inga underarter finns listade i Catalogue of Life.